# サラ・ルディク
サラ・ルディク (Sara Ruddick、出生名Sara Elizabeth Loop、1935年2月17日–2011年3月20日)は、アメリカ合衆国のフェミニスト哲学者で、『母的思考：平和の政治を求めて』の著者。

## 経歴
ルディクは1957年にヴァッサー大学で学士号を取得したのち、1964年にハーバード大学で博士号を取得した。その後、ルディクはNew School of Social Researchで40年に亘り哲学と女性学の分野で教鞭をとった。2002年にはSociety for Women in PhilosophyからDistinguished Woman Philosopher of the Year Awardを受賞した。2012年にはルディクの研究を称え、American Philosophical Associationがサンディエゴで開いた会合の中でパネルディスカッションが実施された。また、ルディクは1960年代から1970年代にかけてのオーラルヒストリーのプロジェクトFeminist Philosophers: In Their Own Wordsに参加した。

## 業績
ルディクの最も知られた業績は、子どものケアから生じる思考実践についての分析である。ルディクによれば、母親業（mothering）とは選択、日々の決断と持続、警告への応答を必要とする意識的活動である Lisa Baraitserは、ルディクの貢献について、「アドリエンヌ・リッチと並んで、おそらく第二波フェミニズム以来の母親業と母親性の問題についての最も重要な哲学的思想家であり、グレイス・ペイリーと精神を共有し、母親業についての分析を家父長制の支配下で軍国主義や戦争に反対するために必要な諸価値の発達へと拡張した」と述べた。

## 関連著作
- Polly F. Radosh, "Sara Ruddick's Theory of Maternal Thinking Applied To Traditional Irish Mothering," Journal of Family History, 33,3 (2008), 304–315.